# Aholansaari (ö i Norra Karelen)
Aholansaari är en ö i Finland. Den ligger i sjön Iso-Uramo och i kommunerna Valtimo och Nurmes och landskapet Norra Karelen, i den centrala delen av landet, 400 km nordost om huvudstaden Helsingfors. Öns area är 0,7 hektar och dess största längd är 140 meter i sydöst-nordvästlig riktning.